# San José Guayabal
San José Guayabal é um município do departamento de Cuscatlán, em El Salvador. Sua população estimada em 2007 era de 9 300 habitantes.